# Marc Pedersen (fodboldspiller, født 1991)
 Der er flere personer med dette navn, se Marc Pedersen.
Marc Pedersen (født 2. september 1991) er en dansk fodboldspiller. Hans position på banen er i forsvaret.

## Karriere
I sommeren 2011 udløb Pedersens kontrakt med AaB, efter at han havde spillet det meste af sine ungdomsår i klubben. Marc Pedersen fik aldrig officiel debut for AaB's førstehold, men spillede flere træningskampe og kampe i reserveligaen.
Efter prøvetræninger i Viborg FF og Hobro IK uden af det gav en kontrakt til spilleren, underskrev han 31. juli 2011 en 1-årig aftale med Blokhus FC, der lige var rykket op i 1. division.
Efter 2012-13-sæsonen i 2. division stoppede han i Jammerbugt FC. Den 20. juni blev det så offentliggjort, at Marc Pedersen skiftede til Vendsyssel F.F..
I januar 2014 blev det meldt ud, at Pedersen stoppede i Vendsyssel ved udgangen af marts, selvom parterne havde kontrakt med hinanden frem til udgangen af 2014, da han var blevet optaget på politiskolen.